# Александар Линкест
Александар Линкест или Александар од Линкеста (до 330. п. н. е.) је био син македонскога краља Еропа II од Линкеста. Александар Велики му је опростио учешће у убиству Филипа II Македонскога. Након завере против Александра Великога био је заточен неколико година, а погубљен је након Филотине афере.

## Александар Велики му опростио
Син је македонскога краља Еропа II од Линкеста. Живео је у горњој Македонији у области, која се звала Линкестија (што значи земља рисова). То је била област данашње Битоле. Александрова оба брата Херомен и Арабеј погубљена су због учешћа у убиству Филипа II Македонскога. Погубио их је Александар Велики када је дошао на власт. Александру Линкесту је опростио јер је он био први који је поздравио Александра Великога као краља. Први је признао његов краљевски ауторитет, помогао му и пратио га до палате. Опростио му је и због тога јер је био ожењен Антипатровом ћерком.

## Постављен на високе дужности
Не само да му је Александар Велики опростио учешће у завери, него се спријатељио са њим и поверио му високе дужности. Најпре га је поставио за заповедника војске у Тракији. Ипак када се Теба побунила 335. п. н. е. против Александра Великога тада су ширили лажне гласине да је Александар Велики мртав и да војску предводи Александар Линкеста. Пратио је Александра на његовом походу на Персију, јер овај није могао да му довољно верује да би га иза себе оставио у Европи. Након битке код Граника преузео је заповедништво тесалијске коњице.

## Тајна веза са персијским краљем
Током 334/333. п. н. е. Александар Велики је сазнао да Александар Линкест одржава тајну кореспонденцију са персијским краљем Даријем III. Дарије му је наводно обећао да ће бити краљ Македонију и да ће му дати 1.000 таланата само ако убије Александра Великога. Парменион је ухватио курира, који је све испричао, тако да се сматрало да је доказано да је Александар Линкест био издајник. Ипак пошто је Антипатрова ћерка била удана за Линкеста Александар Македонски је сматрао да није добро да га погуби. Бојао се могућих немира у Македонији док се он налази у Азији. Линкеста је тада сменио са положаја и држао га под стражом.

## Суђење и смрт
То се тако вукло три године, све до избијања Филотине афере, када је 330. п. н. е. погубљен Филота Парменионов за слично издајство. Македонци су тада тражили да се суди и Александра Линкесту и да се одговарајуће казни. Александар Велики је одобрио суђење на коме Линкест није могао да објасни своје поступке. Погубљен је у главном граду Драгијане.